# Opius nitidus
Opius nitidus är en stekelart som beskrevs av Goureau 1865. Opius nitidus ingår i släktet Opius och familjen bracksteklar. Inga underarter finns listade i Catalogue of Life.